# Fútbol Club Barcelona "B" (balonmano)
El Fútbol Club Barcelona "B" es el equipo filial del FC Barcelona, el equipo más laureado de balonmano en España. Actualmente milita en la División de Honor Plata.

## Organigrama deportivo

### Jugadores
| Nº | Nombre          | Edad | Posición          | Altura (m) |
| -- | --------------- | ---- | ----------------- | ---------- |
| 1  | Jordi González  | 35   | Portero           | 1.88       |
| 16 | Pol Quiroga     | 18   | Portero           | 1.98       |
| 3  | Albert Pujol    | 32   | Central           | 1.96       |
| 8  | Petar Cikusa    | 18   | Central           | 1.88       |
| 19 | Ezequiel Conde  | 19   | Lateral izquierdo |            |
| 44 | Francesc Laliga | 30   | Lateral izquierdo | 1.96       |
| 6  | Djordje Cikusa  | 18   | Lateral derecho   | 1.91       |
| 9  | Pau Morer       | 20   | Lateral derecho   |            |
|    | Pablo Fernández | 22   | Lateral derecho   | 1.93       |
| 11 | Pol Roy         | 18   | Extremo izquierdo |            |
| 83 | Ian Barrufet    | 19   | Extremo izquierdo | 1.95       |
| 4  | Roger Giner     | 18   | Extremo Derecho   |            |
| 10 | Oriol Zarzuela  | 20   | Extremo Derecho   |            |
| 2  | Óscar Grau      | 19   | Pivote            |            |
| 17 | Ferrán Prieto   | 19   | Pivote            |            |
|    | Josep Armengol  | 20   | Pivote            | 1.88       |

### Traspasos
Traspasos para la temporada 2023–24
Altas
- Pablo Fernández (LD) desde ( BM Ciudad de Málaga)
- Josep Armengol (PI) desde ( BM Granollers) (Cedido)

Bajas
- Bruno Reguart (CE) al ( BM Granollers) (Cedido)
- Jokin Aja (PI) al ( BM Torrelavega)
- Pablo Urdangarín (ED) al ( BM Granollers)
- Roberto Domènech (PO) al ( BM Benidorm)
- Aleksandar Cenic (LD) al ( CS Dinamo Bucarest)
- Jaume Pujol (CE) al ( BM Puerto Sagunto)
- Marc López (LI) al ( BM Sinfín)
- Martí Soler (EI) al ( BM Ciudad de Logroño) (Cedido)

### Cuerpo técnico
- Entrenador: Ferran Porres
- Ayte. Entrenador: Luis Alfonso Santos
- Delegado: Carlos López
- Delegado: Juan Torres
- Fisio: Marta Mayol
- Preparador Físico: Víctor Tremps
- Médico: Ángel Luis Borges